# Sandra Maria Gronewald
Sandra Maria Alice Gronewald (geborene Meier; * 26. April 1976 in Tübingen) ist eine deutsche Journalistin, Autorin und Fernsehmoderatorin.

## Leben und Karriere
Sandra Maria Gronewald arbeitet als Moderatorin fürs Fernsehen, Veranstaltungen und internationale Galas. Nach der Ausbildung zur Touristik-Dolmetscherin in Florenz absolvierte sie an den Universitäten Mainz und Mailand ein Magisterstudium in Romanistik (Italienisch, Spanisch) und Kunstgeschichte. Danach schloss sie ein Masterstudium in Journalistik ab und promovierte 2007 in Romanischer Philologie zum Dr. phil. (Italienische Linguistik).
Gronewald ist seit 2000 beim ZDF tätig, unter anderem als Reporterin für die ZDF-Landesstudios Bayern, Thüringen und Hessen und als Redakteurin und Chefin vom Dienst für ZDF-Formate wie drehscheibe Deutschland, heute und Leute heute. Von 2011 bis 2020 war sie Hauptmoderatorin des Boulevard-Magazins hallo deutschland und moderierte vertretungsweise seit 2012 drehscheibe und seit 2009 Leute heute. Von Februar 2020 bis Dezember 2023 war sie feste Moderatorin des ZDF-Magazins drehscheibe. Seit 2024 führt sie wieder durch die ZDF-Sendung hallo deutschland sowie bereits seit August 2023 vertretungsweise durch das Nachrichtenmagazin heute journal up:date. 
Zudem arbeitete sie jahrelang als Moderatorin bei dem international ausgestrahlten Auslandsfernsehsender Deutsche Welle (DW) in Berlin und moderierte dort in drei Sprachen: 2008 präsentierte sie das englische Lifestyle-Magazin euromaxx – Leben und Kultur in Europa. Von 2009 bis 2016 moderierte sie die Reisemagazine hin & weg (deutsch) und Discover Germany (englisch), seit 2012 auch das spanische Magazin Destino Alemania.
Gronewald spricht fünf Sprachen und lebt in München und Wiesbaden. Sie ist seit Dezember 2012 mit dem Sportmoderator Klaus Gronewald verheiratet und hat mit ihm zwei Kinder.

## Auszeichnung
- 2019: Verdienstorden der Republik Italien  Orden des Sterns von Italien (Ritter)

## Schriften
- „È bella, la vita!“ Pragmatische Funktionen segmentierter Sätze im italiano parlato. Ibidem-Verlag, Stuttgart 2008 (Hochschulschrift; zugleich: Dissertation, Doktorarbeit Universität Mainz, 2007), ISBN 978-3-89821-935-8.

- Nice to meet you Florenz. Polyglott / Gräfe und Unzer Verlag, München 2023, ISBN 978-3-8464-0987-9.